# 阿马拉瓦蒂
阿马拉瓦蒂（英语：Amaravati）是印度安得拉邦的一个正在新建中的城市，建设区域位于奎师那河南岸的贡土尔县，是实际上安得拉邦的新首府。

## 地名
阿马拉瓦蒂在梵语和泰卢固语中意为「神之居所」。

## 历史
阿马拉瓦蒂曾名陀尼耶迦多迦，公元2世纪曾是百乘王朝的国都。由于此地拥有举世闻名的佛塔和许多属于公元前2世纪的古迹古物，故成为重要的历史中心。

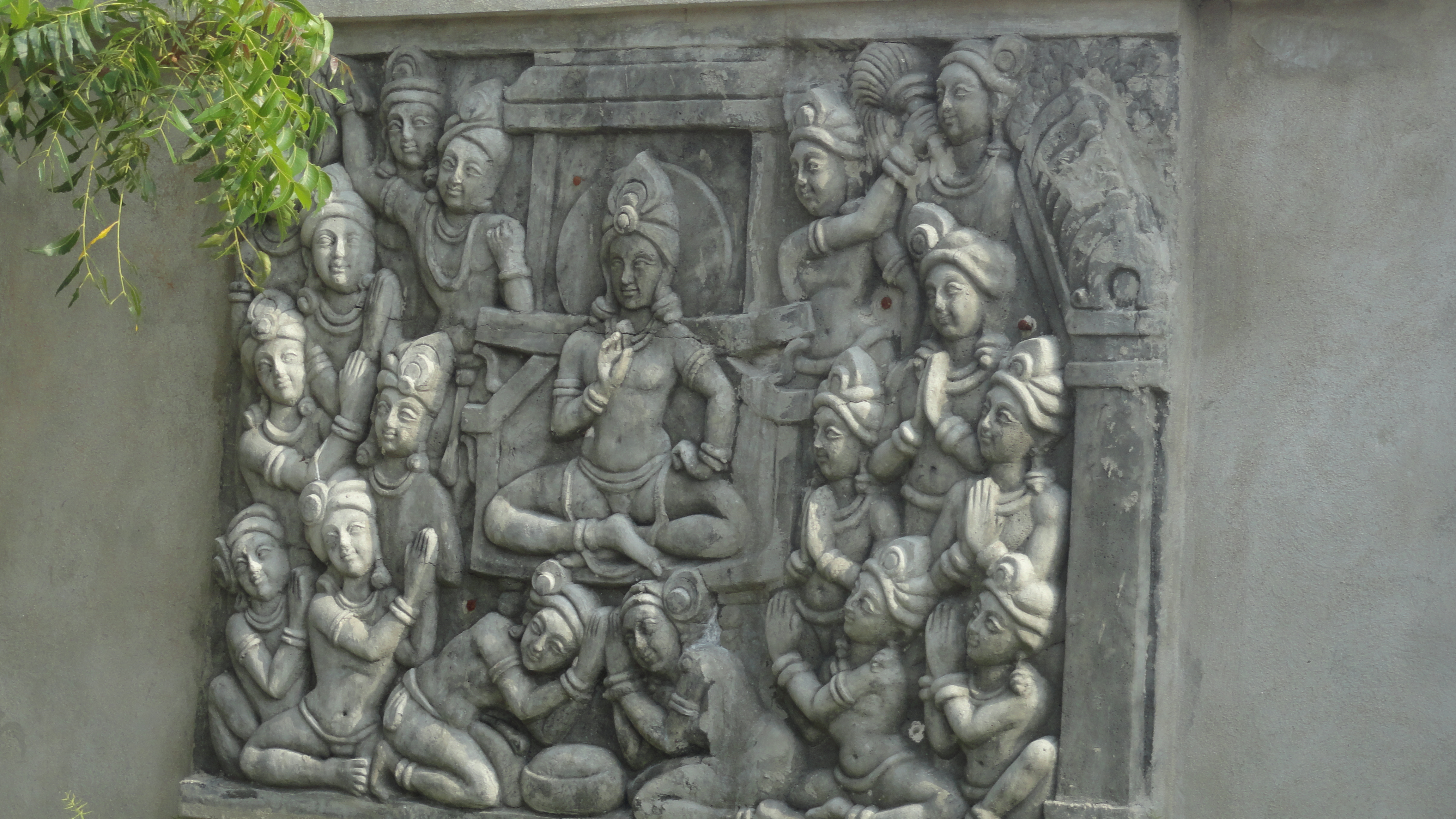
在阿马拉瓦蒂考古博物馆的雕塑

玄奘曾于公元640年到访阿马拉瓦蒂，在此停留并研究阿毘达磨藏。
根据2014年的安得拉邦重组法令，特伦甘纳邦自安得拉邦析出，安得拉邦首府仍留在已属特伦甘纳邦的海德拉巴。
2015年10月22日，现任印度总理纳伦德拉·莫迪、安得拉邦首席部长N. Chandrababu Naidu、特伦甘纳邦首席部长K·钱德拉塞卡·拉奥、日本经济产业副大臣高木阳介、新加坡贸易和工业部长S. Iswaran等政要为新城市开建奠基。
2016年4月开始，安得拉邦首席部长N Chandrababu Naidu在阿马拉瓦蒂办公；2016年10月，安得拉邦的大部分部门和政府官员迁到位于阿马拉瓦蒂的安得拉邦秘书处办公，仅在海德拉巴留一名骨干人员。2017年3月6日，安得拉邦新的立法议会在阿马拉瓦蒂开始运作。

## 地理

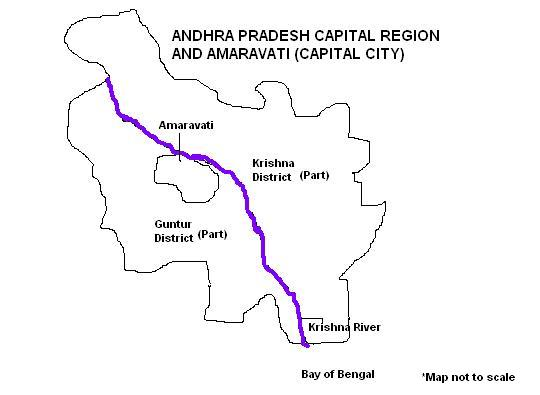
阿马拉瓦蒂在安得拉邦首府圈发展局的位置，跨贡土尔县和克利须那县

阿马拉瓦蒂位于奎师那河南岸，属贡土尔县，北距贡土尔24千米，西南距维杰亚瓦达12千米。
阿马拉瓦蒂是一个城市通知区（Urban Notified Area），规划发展由安得拉邦首府圈发展局执行。首府圈面积217.23km²，目前拟建的土地覆盖30个村庄，面积超过14,000公顷。

## 经济
安得拉邦首府圈主要的经济产业是农业、商业贸易和纺织业，农业以其出口的辣椒、棉花和烟草而闻名。

## 交通

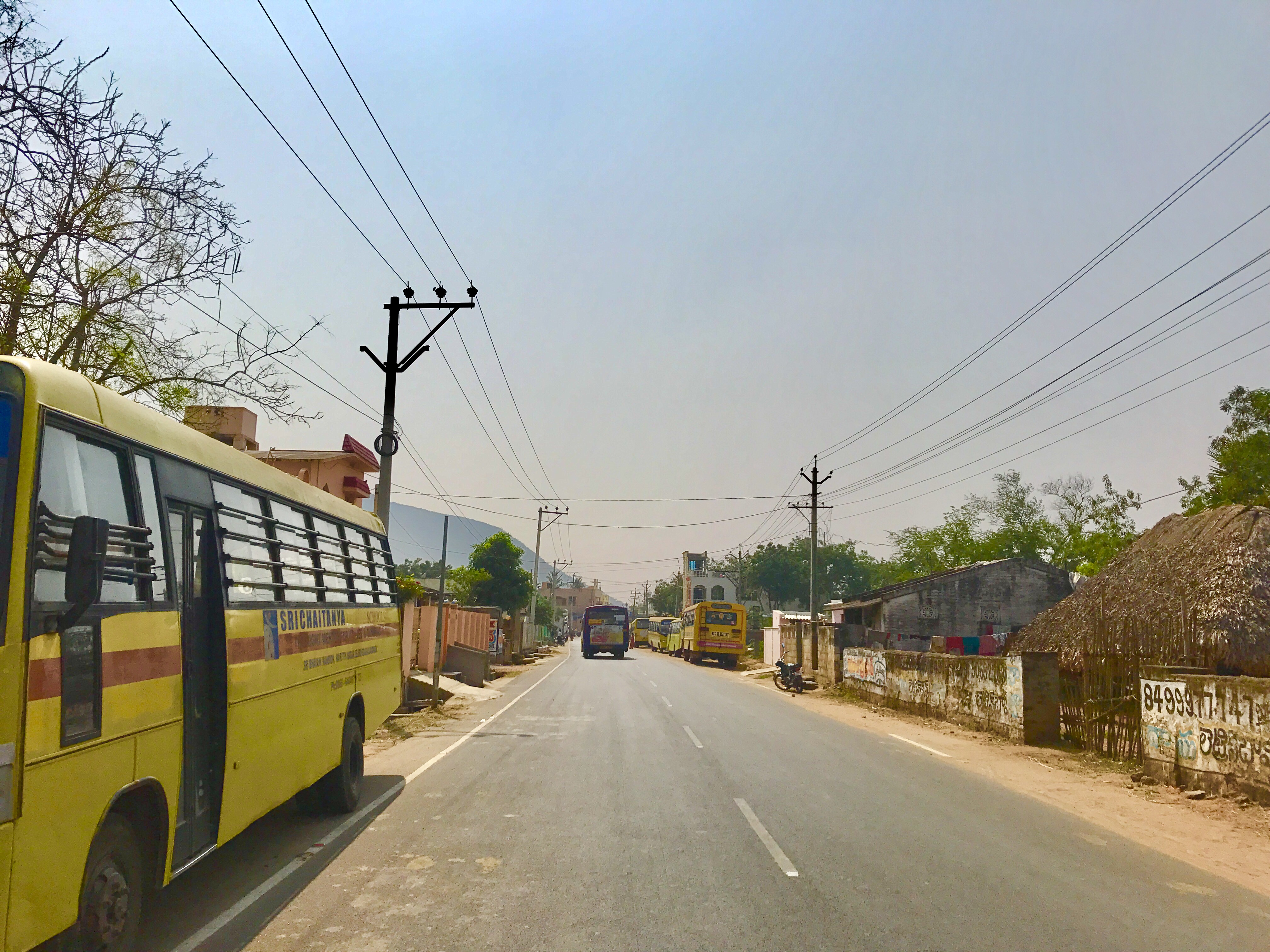
维杰亚瓦达到阿马拉瓦蒂的公路，摄于Penumaka

印度16号国道经过附近。目前拟建全长105km的铁路连接阿马拉瓦蒂与维杰亚瓦达、贡土尔、泰纳利等城市，投资超过15亿美元。维杰亚瓦达机场服务阿马拉瓦蒂，正逐渐升级为国际机场。

## 资料来源
1. ↑   (PDF). Andhra Nation. Municipal Administration and Urban Development Department. 22 September 2015  [21 February 2016]. （原始内容 (PDF)存档于2016-06-24）.
2. ↑  . Andhra Patrika.   [15 June 2015]. （原始内容存档于2015-09-28）.
3. ↑  Subba Rao, GVR. . The Hindu (Vijayawada). 23 September 2015  [31 October 2015]. （原始内容存档于2018-12-24）.
4. ↑  . Times of India (Guntur). 1 July 2015  [18 August 2015]. （原始内容存档于2018-12-24）.
5. ↑  . The Hindu. 3 April 2015  [21 June 2016]. （原始内容存档于2018-12-24） （英语）.
6. ↑  .   [2017-03-26]. （原始内容存档于2017-03-27）.
7. ↑  .   [2017-03-26]. （原始内容存档于2016-08-03）.
8. ↑  .   [2003-02-07]. （原始内容存档于2003-02-07）.
9. ↑  .   [2017-03-26]. （原始内容存档于2017-08-02）.
10. ↑  .   [2017-03-26]. （原始内容存档于2018-07-08）.
11. ↑  .   [2017-03-26]. （原始内容存档于2017-08-02）.
12. ↑  .   [2017-03-26]. （原始内容存档于2020-04-22）.
13. ↑  .   [2017-03-26]. （原始内容存档于2017-07-01）.
14. ↑  .   [2017-03-26]. （原始内容存档于2018-06-20）.
15. ↑  .   [2017-03-26]. （原始内容存档于2019-07-13）.
16. ↑   (PDF).   [2017-03-26]. （原始内容 (PDF)存档于2017-02-27）.